# Der achte Schöpfungstag
Der achte Schöpfungstag (OT: The Eighth Day) ist der Titel einer 1967 bei Harper & Row, New York publizierten Familiensaga von Thornton Wilder. Die deutsche Übersetzung von Herberth E. und Marlys Herlitschka erschien 1968.
Wilders Alterswerk wird oft als „amerikanische Saga“ bezeichnet, als Geschichte zweier amerikanischer Familien am Anfang des 20. Jhs., in der ein Kriminalfall plötzlich das Leben der Protagonisten entscheidend verändert und sie dazu führt, sich mit den gesellschaftlichen Wertvorstellungen von Aufstieg und Erfolg und existentiellen Fragen zu befassen.

## Inhalt

### Überblick
Ausgangspunkt des Romans (Prolog) ist die Ermordung des Bergwerkvorstehers Breckenridge Lansing in der fiktiven Stadt Coaltown in der Nähe von Springfield, Illinois. Für die Tat wird sein Mitarbeiter und langjähriger Freund John Ashley angeklagt und trotz seiner Unschuldsbeteuerungen und dürftiger Beweislage zum Tode verurteilt. Auf dem Transport ins Gefängnis in Joliet befreit ihn eine Bande Maskierter und verhilft ihm zur Flucht. Im letzten Kapitel werden der Mord aufgeklärt und die Befreier Johns benannt.
Die dem Prolog folgenden Kapitel erzählen einerseits die Handlungen nach der Flucht: Ashleys Weg nach Chile und seine Arbeit im Bergbau in den Anden (Kap. 2), die Karriere seines Sohns Roger zum vielgelesenen Journalisten in Chicago (Kap. 3), das Leben der beiden Familien, v. a. der Überlebenskampf der Ashleys (Kap. 1, 6), andererseits, in eingeschobenen Rückblicken, die Vorgeschichte: die Vorfahren und Sozialisation der vier Hauptfiguren (Kap. 4 und 5).
Der auktoriale Erzähler beschreibt, wie sich die Lansings und die Ashleys in der kleinen Bergbaustadt niederlassen, wie sie sich kennenlernen und wie sie nach dem Mord weiterleben, wie die Kinder aufwachsen, welche Wege sie gehen und wie sie nach Glück und nach dem Sinn des Lebens suchen. Eine Orientierung für Roger ist die im Romantitel aufgegriffene Aussage des Arztes Dr. Gillies: „Der Mensch ist nicht ein Ende [der Schöpfung]; er ist ein Anfang. Wir stehen am Beginn der zweiten Woche. Wir sind Kinder des achten Tages.“

### Vorfahren und Sozialisation
In gewisser Weise kann man die beiden Familiengeschichten als repräsentativ für die Einwanderungen in die USA und die gesellschaftliche Situation im ausgehenden 19. Jh. ansehen: Die Vorfahren der Hauptpersonen stammen einerseits aus Großbritannien, Holland oder Deutschland, andererseits leben sie in der Karibik. John Ashley hat von dem Quartett den längsten US-amerikanischen Stammbaum: Glaubensflüchtlinge aus England, Ehe mit schottischen und holländischen Migranten, Farmer und kleine Kaufleute am Westufer des Hudson. Johns Vater arbeitet sich zum Bankier der Stadt empor und erwartet von seinem Sohn (geb. 1862) den weiteren Aufstieg, wie auch Vater Lansing, Drogist in Crystal Lake, Iowa, von seinem Sohn Breckenridge (geb. 1854).
Während die Männer Karriere machen sollen, werden die beiden schönen Frauen aus wohlhabenden Elternhäusern, teilweise widerwillig, auf die Hausfrauenrolle sozialisiert. Beatas Eltern kommen um 1860 aus Hamburg nach Hoboken: Friedrich Kellermann, der als Bierbrauer eine Firma gründet, und Clothilde, geb. von Diehlen, Tochter eines Verwalters im adligen Dienst, dem sie ihr Stilgefühl und ihr herrschaftliches Auftreten verdankt. Eustacia Lansing, geb. Sims, stammt aus einer englischen mit Kreolen von den Antillen verbundenen Kaufmannsfamilie und führt, im Unterschied zur bürgerlich-europäisch sozialisierten Beata, vor ihrer Ehe einen Laden ihres Vaters.
Die unterschiedliche Herkunft und die Sozialisationen prägen die beiden Paare Lansing und Ashley und ihre Ehen. Beata und Eustacia lernen jeweils 19-jährig ihre Männer kennen und versuchen, mit ihnen ihre Familien-Idealvorstellungen zu realisieren, mit unterschiedlichem Ergebnis.

### Breckenridge und Eustacia Lansing
Im Unterschied zu den Ashleys entwickelt sich die Lansing-Ehe nicht glücklich. Eustacia entdeckt, dass ihr Mann ein Schaumschläger und Blender ist, hinter dessen gesellschaftlich gewandtem und gewinnendem Auftreten sich ein Jäger mit Tötungsphantasien und ein Patriarch mit autoritären Erziehungsformen verbirgt. Schon früh zeigt sich bei seiner Ausbildung seine Unbeständigkeit, und schließlich nimmt ihn sein Vater als Gehilfen in seine Drogerie. Dann verhilft er ihm durch seine geschäftlichen Beziehungen zur Einstellung als Rohstoffe-Einkäufer für eine New Yorker Arznei-Firma. Dadurch kommt er auf die Leeward Insel St. Kitts. Durch sein Auftreten als geschickter Verhandler beim Vertrag über die Lieferung von Lorbeer-Öl und als witziger Unterhalter in Gesellschaften gewinnt er in Basseterre schnell die Sympathien der Menschen und auch die der Kaufmannsfamilie Sims, deren Tochter Eustacia 1878 seine Frau wird. Genauso beeindruckt er die Direktion eines Laboratoriums in Pittsburgh, für das er ein Verfahren für die Nutzung von Kohlenteer für Drogerieprodukte entwickeln soll. Schnell entdeckt man jedoch seine mangelnde Eignung und seinen fehlenden Arbeitseifer und schiebt ihn nach einem Jahr als „Ausschlussstück“ auf den Geschäftsführer-Posten einer unrentablen Kohlgrube in Coaltown ab. Dort überlässt er seine Arbeit der Sekretärin und den Bergbauingenieuren und verbringt als Waffenliebhaber seine Zeit mit Jagen und nächtlichen Kartenspielen in Kasinos.
Als John Ashley mit seiner Frau 1885 nach Coaltown kommt, begegnen sich die beiden Ehepaare gesellschaftlich und befreunden sich miteinander, trotz ihrer unterschiedlichen Persönlichkeiten. Verstärkt werden die Kontakte durch die Kinder, zumal sie, abgesehen von Sophia, altersmäßig Paare bilden: Félicité Lansing und Lily Ahsley, George und Roger, Anne und Constance.
Während Lansing sich in Gesellschaften und Vereinen als großer Unterhalter profiliert, ist Ashley der fleißige Konstrukteur, der die Grube durch seine Verbesserungsvorschläge wieder profitabel macht und vor der Schließung bewahrt, obwohl ihm dies kaum honoriert wird. Aber bei den Arbeitern spricht sich dies herum und er ist bei ihnen sehr beliebt. Die finanziell besser gestellten Lansings beobachten die jüngeren Ashleys genau und vergleichen ihre Entfremdung mit deren familiärem Glück, das sie für die Öffentlichkeit kopieren. Aber zu Hause leidet Eustacia unter dem autoritären Verhalten ihres Mannes. Sie beneidet Beata und versucht, ihren Kindern eine ähnlich liebevolle und kulturelle Familienatmosphäre zu bieten. Sie verliebt sich in John, aber sie unterdrückt dies aus Liebe zu ihren Kindern und Pflichtgefühl ihrem Mann gegenüber. Sie ahnt, dass Breckenridge ein unglücklicher, schwacher Mensch ist und sein dominantes jähzorniges Verhalten, v. a. seinem Sohn George gegenüber, sein eigenes Kindheitstrauma wiederholt. Diese Erkenntnis bestätigt sich für sie, als ihr Mann im Frühjahr 1902 erkrankt und von ihr zu Hause gepflegt werden muss. Sie sieht in seinem schmerzhaften Leiden eine psychische Ursache: sein Schuldgefühl, sie und die Kinder zu vernachlässigen. Er wird zunehmend aggressiv, quält Eustacia durch seine grundlose Eifersucht, fordert sie auf, ihm ihre Liebhaber zu nennen, beschuldigt sie, ein Verhältnis mit Ashley zu haben, und droht, den eingebildeten Rivalen zu töten. Er wirft seiner Frau vor, ihn vergiften zu wollen, schleudert das Geschirr auf den Boden und weigert sich zu essen. Er fordert ihre ständige Anwesenheit in seinem Krankenzimmer und lehnt eine Pflegerin ab. Sie versucht, ihm seine Wahnvorstellungen über seine unfähigen Kinder und ihre Untreue auszureden, bekennt ihm ihre Liebe und erklärt ihm die Familiensituation und seine ungerechte Behandlung der Kinder. Schließlich, ein Tag vor seinem Tod, akzeptiert er ihre Vorhaltungen und bittet sie und seine Töchter um Entschuldigung. George hat zu diesem Zeitpunkt bereits das Haus verlassen. Zur Versöhnung lädt Lansing für den nächsten Nachmittag, den 4. Mai 1902, die Ashleys ein.

### George
Von allen Kindern beider Familien verläuft die Entwicklung Georges am problematischsten. Er rebelliert in den wechselnden Schulen, passt sich nicht an, lernt andererseits bei der von ihm bewunderten Miss Doubkov mit großem Eifer Russisch, weil er für dieses Land schwärmt und einmal dort leben möchte. Er spielt mit seinen Freunden, den Mohikanern, deren Großer Häuptling er ist, den Stadtbewohnern Streiche und fährt mit seinen Kumpeln nachts „Schmuggelpack“ im Gestänge an der Unterseite von Güterwagen. Für seine Auftritte als Bürgerschreck wird er von Lansing bestraft, für seine schlechten Noten verhöhnt und beschimpft. Zu Hause hat er Wutanfälle und rebelliert gegen den Vater in dessen Abwesenheit, während er sich ihm gegenüber unterwürfig als einsichtsvoller Sohn zeigt. Vor seiner Mutter und den Schwestern parodiert er den zornigen Vater und kritisiert dessen Geringschätzung der Schwarzen und seine Äußerungen über das einer Zieselmaus vergleichbare Hirn der Mutter. Eustacia weiß, dass Georges Ausschreitungen den Zweck verfolgen, ihren Mann zur Raserei zu bringen, und doch konsultiert sie Dr. Gilles wegen seiner wahnsinnigen Wutanfälle und Aussetzer. Dieser diagnostiziert jedoch eine bemerkenswerte Intelligenz, Witz und gute Manieren und empfiehlt, George zur Behandlung aus dem „Käfig“ Coaltown nach San Francisco zu schicken und ihn dort seinen Lebensunterhalt selbst verdienen zu lassen. George belauscht die Gespräche der Eltern und fürchtet, dass seine Mutter bei den Zornausbrüchen ihres Mannes geschlagen wird. Er hat bereits früher gedroht, in einem solchen Fall den Vater zu töten. Eustacia fürchtet eine Eskalation, greift den Rat des Arztes auf und gibt George Geld für eine Reise.
Zwei Jahre später, im Januar 1904, schreibt George als Leonid Tellier aus San Franzisko, er führe ein wechselhaftes Leben, als Kellner und als Schauspieler bei einem Tourneetheater. Er weiß offenbar nichts von der Verurteilung John Ashleys und wird darüber erst von seiner Schwester Félicité informiert. Diese spürt, dass er, wenn er sich als einen Verdammten und Ausgeschlossenen bezeichnet, eine schwere Last auf seinem Herzen trägt, über die er nicht sprechen will. Sie schreibt ihm am 10. September 1905, die Wahrheit mache frei: „Tu den Sprung in die Freiheit!“

### John und Beata Ashley
Der 21-jährige John Ashley und die zwei Jahre jüngere Beata lernen sich in Hoboken kennen, wo er an der Technischen Hochschule Maschinenbau studiert. Nach seinem Diplom verloben sie sich 1884. Beata löst sich von ihrer dominanten Mutter und sieht ihre Partnerschaft mit John als Befreiung an. Trotzdem bleibt sie ein Leben lang durch ihre Erziehung zur formvollendeten adligen Dame geprägt, was sich an ihrer emotional distanzierten Haltung den Töchtern gegenüber zeigt, worunter v. a. Sophia leidet. Sie bricht die Beziehungen zu ihren Eltern ab und zieht mit John an seinen ersten Arbeitsort Toledo.
Da Ashley sich in der Konstruktionsabteilung für Werkzeugmaschinen unterfordert fühlt, wechselt er nach 2 Jahren, im September 1885, trotz schlechter Bezahlung als Instandhaltungsingenieur einer Bergbaufirma nach Coaltown, wo er seinen Erfindungsreichtum entfalten kann. Eigentlich soll er, da der Kohlevorrat erschöpft ist, nur notwendige Reparaturen vornehmen, doch er saniert erfindungsreich kostengünstig Teile der Anlage, so dass im 5. Jahr die Grube wieder Gewinn erzielt und in Betrieb bleibt. Im Grunde ist er der Betriebsleiter, aber er teilt sich mit Lansing, der dreimal so viel wie er verdient, die Lorbeeren und gibt ihn als Miterfinder seiner Entdeckungen aus. Das hält 17 Jahre an bis zur Ermordung Lansings. John und Beata holen auch in Coaltown ihre Vermählung nicht nach, kaufen auf Raten eine alte leerstehende Villa und bewohnen sie mit ihren vier Kindern Lily (geb. 1884), Roger (geb. 1885), Sophia (geb. 1888) und Constance (geb. 1893). Beata liebt an erster Stelle ihren Mann vor den Kindern und ist mit seinem fehlenden Karriereehrgeiz einverstanden.
Nach der Flucht fahndet die Polizei nach Ashley, seinen Befreiern und dem Auftraggeber, setzt ein Kopfgeld auf ihn und überwacht die Familie mit Hausdurchsuchungen und der Kontrolle der Post. Deshalb schreiben John und Roger nicht direkt an Beata, sondern über Porky O’Hara, einen Schuster mit indianischen Wurzeln und Mitglied der Sekte „Covenanter auf dem Herkomer’s Knob“, für deren Ideen sich John interessiert hat (Kap. 6). Nach der Verurteilung Ashleys wird seine Familie aus dem öffentlichen Leben ausgeschlossen und hat kein Einkommen. Man kauft nur das Nötigste und ernährt sich v. a. von den Erträgen des Gartens. Die nicht unbedingt nötigen Möbel, Kleider, Geräte usw. werden verkauft. Während Beata nach der Flucht ihres Mannes apathisch im Haus sitzt und nicht mehr in die Stadt geht und Lily sich als Sängerin fühlt, übernimmt die 14-jährige Sophia, oft gegen den Willen ihrer Mutter, die Initiative, ihre Familie vor dem Armenhaus zu bewahren, während Roger nach Chicago geht, um für sie Geld zu verdienen. Sie richtet am Bahnhof einen Limonadenstand ein, sammelt Kohlen am Güterbahnhof und verkauft Kastanien aus dem Garten. Dann überredet sie mit Lilys Hilfe ihre Mutter, in der Villa eine Pension einzurichten. Dafür notwendige Möbel spenden mitleidige Bürger oder Sophia kauft sie bei Haushaltsauflösungen. Lily und Constance arbeiten als Zimmermädchen, Beata kocht sehr gut und abends unterhält Lily die Gäste mit Liedern. So finden sich immer mehr Gäste ein, die sich in der familiären Atmosphäre wohl fühlen, und im Mai 1904 sind acht Zimmer möbliert.
Im Frühjahr 1905 verliebt sich der Handlungsreisende Ladislas Malcolm, ein Amateursänger mit Ambitionen zur Bühne, in Lily und überredet sie, Coaltown zu verlassen und sich in Chicago zur Sängerin ausbilden zu lassen. Sie weiß, dass er verheiratet ist, liebt ihn nicht, will aber seine Verbindungen nutzen und verlässt heimlich, mit Unterstützung der russischen Immigrantin Olga Doubkov, die Stadt. So müssen die Schwestern ihre Aufgaben übernehmen. Für Sophia geht der Dauereinsatz in der Pension mit der Zeit über ihre Kräfte und sie wird nach einem Zusammenbruch vom Arzt zur Erholung auf die Bell-Farm gebracht. Nach seinem Erfolg als Journalist bietet ihr Roger bei seinem Weihnachtsbesuch 1905 an, zu ihm nach Chicago zu kommen und eine Ausbildung als Krankenpflegerin, ihr Wunschberuf, zu machen. Doch sie fühlt sich kräftemäßig dazu nicht in der Lage.

### Roger (Kap. 3)
Roger Ashley geht 1902 als 17-Jähriger unter dem Namen Trent Frazier nach Chicago, um Geld zu verdienen und seine Familie zu unterstützen. Durch seine Arbeit als Tellerwäscher, Kellner, Nachtportier im viertklassigen Hotel „Carr-Bingham“, Verkäufer, Laufbursche in einer Rechtsanwaltskanzlei, Wärter im Krankenhaus mit der Versorgung Sterbender und durch seine Beziehungen mit einigen emanzipierten Frauen unterschiedlicher Nationalität und Hautfarbe, u. a. mit der Konfektionärin Demetria, der japanischen Raritätenhändlerin Ruby Morris, der schwarzen Sängerin Lauradel, lernt er die verschiedenen Aspekte der menschlichen Existenz kennen und hört Dutzende von Lebensgeschichten. Er resümiert: „Der Mensch war grausam gegen den Menschen, und sogar diejenigen, die gut zu ihren Allernächsten waren, waren unmenschlich gegen andere. […] Im Innersten der Welt war etwas nicht richtig, und er wollte das aufspüren.“ Seinen „Hunger nach dem Edlen Heroischen“ versucht er durch Opernbesuche und das Lesen zu stillen. Im Hotel lernt er einige unter dem Dach logierende Zeitungsreporter kennen. „Sie wussten alles; alle Menschen, außer sie selbst, waren vom äußern Schein Getäuschte. […] Sie waren reich an Kenntnissen, die sie nicht drucken lassen durften.“ Durch sie kommt er zum Schreiben und findet im Journalismus, neben dem Geldverdienen, seine Erfüllung: „Endlich tat er nicht nur seine Pflicht und stillte seine Wissbegier – er schuf etwas.“ Seine Spezialität sind Geschichten mit Lokalkolorit, Pudding genannt, in denen er menschliche Situationen der Pflegerinnen, der Altersheimbewohner, der Näherinnen einer Konfektionsfabrik, der Schlachthofarbeiter, immigrierter Ungarn usw. schildern kann.
Im Spätfrühling 2005 begegnet Roger bei einem Opernbesuch seiner emanzipierten Schwester Lily. Sie nennt sich Helena Temple, macht bei Maestro Lauri eine Gesangsausbildung und finanziert sich und ihren kleinen Sohn John (Giovannino), aus einer Beziehung mit dem Entertainer Temple, durch Auftritte bei Familienfeiern. Sie spricht euphorisch von ihrem Leben, will keine festen Beziehungen eingehen und unabhängig ihre Karriere aufbauen. Zurzeit ist sie schwanger und plant, in New York ihre Ausbildung fortzusetzen.
Wie sein Vater arbeitet Roger sorgfältig, und man versucht, ihn in seinen Jobs zu halten. Aber er interessiert sich immer wieder für andere Aufgaben und lernt dadurch viele Menschen und ihre Gottes- und Menschenbilder kennen, die ihn über seine Existenz und seine Familien-Katastrophe in Coaltown nachdenken lassen. Er sucht die Antwort auf die Frage „Warum handelt jeder von uns so, wie er handelt? Immer lauert in einem die Furcht, dass die eigene Ansicht von der Wahrheit bloß ein winziges Fenster in einem winzigen Haus sei.“ Er hofft, eine Antwort darauf in Gesprächen mit Bekannten zu finden: Der Pfleger Peter Bogardus erklärt ihm die buddhistische „Leiter der Wiedergeburt“ und ruft ihn auf, sich aus allen Bindungen zu lösen, um auf der großen Treppe von Leben zu Leben höherzusteigen: „[K]einer könnte wünschen, glücklich zu sein, bevor nicht auch jeder andere im Weltall glücklich ist.“ Eines Tages werde „das Leben in dieser kummervollen Welt ein Ende haben“. Der Reporter Thomas Garrison Speidel (T.G.), sein Mentor, trägt ihm sein nihilistisches Weltbild vom Konkurrenzkampf der Menschen um Lebensraum und Nahrung vor: Sie sind egozentrische aggressive, machthungrige Wesen, die nur mit ihrer eigenen Gruppe eine gewisse Mitmenschlichkeit spüren. Der Erzbischof von Chicago, Krüger, tröstet ihn über das rätselhafte Schicksal seines Vaters. Das Leben sei von Geheimnissen umgeben, die das Begriffsvermögen unseres begrenzten Geistes übersteigen würden: „Wir geben, so hoffen wir, Schöneres weiter, als wir voll erfassen können.“ Der Gesangslehrer und Kunstliebhaber Maestro Lauri hat ein pessimistisches Weltbild: Die Geschichte zeige, dass sich der Mensch nicht seiner „unverbesserlichen Natur“ entwinden könne. Es gebe weder einen permanenten Fortschritt noch eine allmähliche Entartung: „Ein paar Schritte vorwärts, ein paar Schritte rückwärts. Die menschliche Natur ist wie das Meer: unveränderlich und unveränderbar. Die heutige Windstille ist der morgige Orkan – aber es ist immer dasselbe Meer“. Die Kunstwerke seien die einzigen befriedigenden Erzeugnisse der Kultur.

### John Ashleys Flucht (Kap. 2)
John Ashley gibt sich auf der Flucht als Kanadier James Tolland aus und reitet nachts auf einem Pferd zum Mississippi. Dann findet er einen Passagierplatz auf einem Schiff nach New Orleans. Etappenweise reist er weiter nach Süden, mit teils monatelangen Unterbrechungen, um Geld zu verdienen. Da er keine Papiere hat, muss er in billigen Quartieren in der „Welt der Verkommenen“ übernachten. Er nutzt seine mathematische Begabung für Zahlenkombinationen bei Glücksspielen in Kneipen, lernt Spanisch, arbeitet als Kontorist in Lagern, auf Plantagen, wird Schiffsführer, obwohl er keine Navigationskenntnisse hat, was einen Schiffbruch verursacht, und schreibt für Analphabeten Briefe. Er nimmt alle Arbeitsplätze an, wo keine Papiere vorgelegt werden müssen, „widmet sich ganz jeder Aufgabe, die er vor sich hat“, ist aber ohne Ehrgeiz, sesshaft zu werden, obwohl er wegen seiner Zuverlässigkeit Angebote zu bleiben erhält. Unterwegs sieht er viel Unrecht und Übergriffe auf Hilflose, aber er kann nicht eingreifen: „Ein von der Polizei Gesuchter ist nicht in der Lage, die Verfolgten zu verteidigen“. Er darf nicht auffallen und wartet auf ein Schiff für die Weiterreise nach Chile. „In späterer Zeit wurde es allgemein bekannt, dass sämtliche Ashleys unverbesserlich amoralisch waren“.
Über Buenaventura (Kolumbien), Islaya und Salinas (Ecuador), Callao (Peru) gelangt er schließlich nach einem Jahr nach Chile. In Antofagasta findet er Arbeit bei der „Kinnairdie Mining Company“ als Kontrolleur der Anlagen und Abläufe der Kupfermine Rocas Verde. Auch soll er Reparatur- und Sanierungskonzepte erstellen. Zur Akklimatisierung geht er für eine Woche nach Manantiales in ca. 2500 m Höhe und reist dann in das noch höher gelegene Rocas Verde. Mit derselben Einstellung wie in Coaltown arbeitet er an der Verbesserung der Arbeitsbedingungen und -abläufe und baut gute Beziehungen zu den einheimischen chilenischen Arbeitern und ihren Familien auf. Er setzt sich bei der Direktion für eine Lohnerhöhung, den Ausbau der kleinen Kirche und für eine feste Priesterstelle ein, um den geistigen Schwerpunkt der Indios zu stützen. Distanziert bleibt er gegenüber den über ihr Leben verbitterten protestantischen europäischen Ingenieuren. Er bezeichnet sich als Bastler, der immer tätig sein muss und stellt sich bei seinem Engagement für die Indios, und später für Mrs. Wickershams Patienten, vor, dass er dies als Ersatz für seine Familie macht.
Nach drei Jahren Arbeit in Rocas Verde verbringt er seinen Urlaub in Manatiales. Er wohnt in der „Fonda“ der 70-jährigen wohltätigen Mrs. Ada Wickersham, einem Luxus-Hotel, mit dem sie ein Kranken- und Waisenhaus finanziert, organisiert dort Reparaturen und schließt mit ihr Freundschaft. Einer ihrer Gäste ist auf Ashleys Spur gekommen und er spielt ihm mit der Hilfe der Wirtin seinen plötzlichen Tod und seine Beerdigung vor. Er flieht mit gefälschten Papieren unter dem Namen Carlos Céspedes Rojas in eine nordchilenische Hafenstadt, reist mit dem Schiff nach Mittelamerika und ertrinkt im Meer.
Während seiner Reise macht sich John Gedanken über den schicksalhaften Verlauf seines Lebens und seine Verantwortung für seine Familie. Bisher hat er sich kaum für Religionen interessiert und stand den Kirchen und der protestantischen Ethik, Reichtum als Belohnung Gottes für ein tätiges Leben zu sehen, kritisch gegenüber. Jetzt sucht er nach Gesprächspartnern, mit denen er sich über seine metaphysischen und existentiellen Fragen unterhält. In einer Phase nihilistischer Depression, weil er nicht mehr seinen Kindern helfen kann, spricht ihm eine alte Wahrsagerin mit indianischen Wurzeln, María Icaza, Mut zu: „Wenn Gott ein Geschöpf liebt, will er, dass dieses Geschöpf das höchste Glück und das tiefste Elend kennenlernt […] Er will, es soll alles kennen, was das Leben bringen kann. Das ist Seine beste Gabe. […] Es gibt kein Glücklichsein außer im Verstehen des Ganzen. Du bist ein Geschöpf, das von Gott geliebt wird – besonders geliebt. Du wirst eben erst geboren.“ Mit dem Leiter des Bergwerks Dr. McKenzie philosophiert er an Teeabenden über die griechischen Götter im Vergleich zu ägyptischen, christlichen und indischen Gottesvorstellungen. Ada Wickersham ist nach dem Aufbau ihres Kranken- und Waisenhauses erschöpft. Ashleys Aktivitäten beleben sie wieder, und sie plant, mit ihm „Fonda“ weiter auszubauen. Doch nach seiner Enttarnung resigniert sie und spricht leicht betrunken: „Das Menschengeschlecht wird nicht besser. […] Als ich jung war, wunderte ich mich, wie wenig Fortschritt in der Welt gemacht wird, all diese schönen Worte, alle diese edeln redseligen Männer und Frauen, dieses Pläneschmieden, diese Grundsteine, diese für ideale Republiken entworfenen Konstitutionen! Sie machen nicht den geringsten Eindruck auf den Durchschnittsmenschen. […] Von Zeit zu Zeit gerät jedermann in Ekstase über den glorreichen Fortschritt der Zivilisation […] Aber die Aufregung legt sich, und da sind wir wieder Wölfe und Hyänen - Wölfe und Pfauen. […] alles ist hoffnungslos, aber wir sind die Sklaven der Hoffnung“.

### Auflösung
Im Dezember 1905 besucht Roger seine Familie in Coaltown und trifft auf der Fahrt Félicité Lansing, die ihm von ihrem Verdacht gegen ihren Bruder George als Mörder ihres Vaters erzählt. Zur selben Zeit kehrt George heimlich in die Heimatstadt zurück, beichtet seiner mütterlichen Freundin Doubkov die Tat und schreibt ein Geständnis: George kehrte nach seinem Reiseantritt am 4. Mai 1902 wieder nach Coaltown zurück und erschoss den Vater, weil er die Mutter vor ihm schützen wollte, verunglückte dann auf der Flucht und kam wegen geistiger Verwirrung für einige Zeit in eine Psychiatrie. Nach seiner Entlassung floh er nach Kalifornien. Von dem Prozess gegen Ashley wusste er nichts.
Miss Doublov gibt George Geld für eine Flucht über Kanada nach Russland. Nach der Mitteilung seiner Ankunft in St. Petersburg legt sie das Geständnis dem Staatsanwalt zur Rehabilitierung John Ashleys vor.
Für Roger wird auch das zweite Rätsel am Ende des Romans gelöst: Die Befreier seines Vaters sind Mitglieder einer meist aus Indianern bestehenden Sekte, der Convenantkirche. Sie arbeiten vorwiegend als Türhüter in Banken, Gefängnissen und Gerichten und nutzten ihre Kenntnisse zur Befreiung Ashleys aus Dankbarkeit. Denn er hatte ihnen geholfen, ihre bei einer Überschwemmung zerstörte Kirche wieder aufzubauen.

### Ausblicke, immer weitere Ausblicke
Nach dem Geständnis Georges nehmen die beiden Familien wieder ihre Kontakte auf. Der Erzähler skizziert ihr weiteres Leben. Alle verlassen Coaltown: Roger wird ein erfolgreicher Journalist und Schriftsteller und verdient so viel Geld, dass er die Familie versorgen und die Schulen für Constance und Sophia bezahlen kann. Er heiratet Félicité Lansing und lebt mit ihr in Washington. Lily macht Karriere als Sängerin und Constance setzt sich weltweit für die Rechte Benachteiligter ein. Sie hält emanzipatorische Vorträge u. a. über die Wahlrechte und Gleichberechtigung der Frauen, die Überwachung der Prostitution und prophylaktische Gesundheitspflege.
Als Beata sieben Jahre später von Mrs. Wickersham aus Chile die Nachricht erhält, dass ihr Mann seit 1905 verschollen ist, schließt sie die Pension „The Elms“ und zieht nach Los Angeles, wo sie in einer alten Villa die Pension „Buena Vista“ führt. Sie will keine finanzielle Unterstützung von ihren Kindern, sondern unabhängig bleiben. Ihren Kindern erzählt sie bei ihren Besuchen: „Wir Ashleys sind alle glücklich, weil wir arbeiten.“ Auch Eustacia übersiedelt nach Los Angeles und übernimmt zuerst die Stelle einer Haushälterin in einer Besserungsanstalt für Mädchen und dann, wegen ihrer Sehnsucht nach dem Meer, die einer Hausmutter für schwer erziehbare Jungen in San Pedro.
Wie bereits in der Vergangenheit überlagern sich im weiteren Leben der Familien Höhen und Tiefen. Für Sophia hat Roger in Chicago eine Ausbildung zur Krankenpflegerin, ihren Wunschberuf, geplant. Ob es dazu kommt, bleibt offen, denn durch die Überforderung ihrer Kräfte im Aufbau der Pension, ist „ihre Fähigkeit zu hoffen – wie eine Uhr, die sich in stetem Dienst ausgewerkelt hat – zusammengebrochen“. In einem Blick in die Zukunft erscheint Sophia in einem Pflegeheim. Sie erkennt ihre Geschwister nicht mehr und hat sich in eine kindliche Traumwelt eingesponnen, mit einer emotionalen Distanz ihrer Mutter gegenüber und in dem Glauben, im Armenhaus in Goschen zu leben. Constance Ashley-Nishimura erholt sich nach dem Zweiten Weltkrieg in ihrem Haus in Nagasaki von mehreren Schlaganfällen. Roger und Félicités Sohn Johnny führen ein selbstzerstörerisches Leben. Seit der Revolution 1917 gibt es keine Nachrichten mehr von George und seiner Familie aus St. Petersburg.
In seinem letzten Kapitel resümiert der Erzähler: „Das ist ein Stück Geschichte. Aber Geschichte ist ein Ganzes. […] Nur dem Anschein nach ist die Zeit ein Fluss. Sie ist eher eine grenzenlose Landschaft, und was sich bewegt, ist das Auge des Betrachters. Sieh nach allen Richtungen umher – erhebe dich höher und höher – und du gewahrst Berge hinter Bergen; und Ebenen und Flüsse. […] Unsere Geschichte gab vor, einen Anfang zu haben […] Der Leser hat längst bemerkt, wie irreführend – als der Anfang von irgend etwas betrachtet – diese Worte waren.“

## Form
Die Familiengeschichten Ashley–Lansing werden vom auktorialen Erzähler nicht chronologisch vorgetragen. Der Roman beginnt mit dem Prozess gegen John Ashley im Frühsommer 1902 und verfolgt, nach einer Vorstellung Coaltowns, in drei zeitlich parallel verlaufenden Handlungssträngen den Überlebenskampf seiner Familie nach seiner Verurteilung (Kap. I „The Elms 1885–1905“), seine Flucht nach Chile (Kap. II „Von Illinois bis Chile. 1902–1905“) und die Arbeiten seines Sohnes Roger in Chicago (Kap. III „Chicago 1902–1905“). Das abschließende Kapitel spielt Weihnachten 1905 in Coaltown: Auflösung der Kriminalhandlung und Skizzierung des weiteren Schicksals der Familienmitglieder. Eingeschoben sind zwei Kapitel über die Vorgeschichte: die Vorfahren der Protagonisten und ihre Familiengeschichten, mit Schwerpunkt auf den Lansings vor der Tat (Kap. IV „Hoboken, New Jersey 1883“. Kap. V „St. Kitts 1880–1905“).

## Entstehungsgeschichte
The Eighth Day entstand nach einer Erschöpfung des Autors und einer kreativen Pause in Kurorten, auf Kreuzfahrtschiffen und Reisen in Hauptstädte der Welt. Danach zog sich Wilder 1962 in den Südwesten der USA aus dem öffentlichen Kulturleben zurück. Er machte durch eine Autopanne zufällig in Arizona an der Grenze zu Mexiko in Douglas, einer Kleinstadt am Rand der Chihuahua-Wüste, Station und blieb dort eineinhalb Jahre. Er fand hier den Ort, an dem er in seinem eigenen Tempo lesen und schreiben konnte Nach ca. zwei Monaten im Hotel „Gadsden“ mietete er eine kleine möblierte Dreizimmerwohnung. Hier lebte der bekannte Schriftsteller unentdeckt, er nahm unter seinem zweiten Vornamen Niven, so sein Neffe Tappan Wilder in „Einsamkeit ohne Einsamkeit“, am alltäglichen Leben der Menschen teil und beobachtete es. Er etablierte eine Routine des Lesens und Schreibens und erkundete die Stadt und das Umland. Die meisten Abende beendete er mit seinen Trinkkumpeln im „Round-Up“. Die Bürger von Douglas hielten Wilder für eine äußerst liebenswürdige, seltsame Ente, erinnert sich Nan Ames, die Frau des Barbesitzers von „Round-Up“, und nannten ihn „Doc“ oder „Professor“, vielleicht wegen der vielen Fragen, die er ihnen stellte. Und er hörte zu, wie sie darüber sprachen, wie man z. B. Seife herstellt und welche Getränke zu Bückling passen. Viele der Antworten verarbeitete der Autor in seinem Roman. Gwen Keegan, die Frau des Stadt-Chirurgen erinnert sich: „Er brachte [zum Abendessen] eine Flasche Wein mit. Ich liebte sein Lachen. Er war ein sehr neugieriger Kerl – es war einfach, mit ihm zu reden, voller Wissen und Leben. Er war sehr lebendig.“
Inspiration für die Bergbausiedlung in den Anden erhielt Wilder durch die westlich der Stadt gelegene Kupferhütte „Phelps Dodge“, welche die lokale Wirtschaft dominierte und eine angloamerikanische Ober- und Handelsklasse mit einer starken, gewerkschaftlich orientierten mexikanisch-amerikanischen Arbeiterklasse mischte. „Ich habe keine 'kultivierten' Leute getroffen“, schrieb er einem Freund nach einem Jahr, „und ich habe sie nicht vermisst.“ Doch bei all dem Wohlwollen und dem freundlichen Respekt, den die Stadt dem Gast gegenüber täglich zeigte, begann Wilder bei vielen Menschen eine unterschwellige Strömung zu entdecken, die „vor Hass brodelte“: das Karussell der  häufig wechselnden Kellnerinnen – jede mehrmals geschieden; jede mit mehreren Kindern … Die Intrigen des Barpublikums … radikale politische Ansichten vertretende Rancher. Da Wilder kein Telefon in seiner Wohnung hatte, führte er seine Ferngespräche von der Filiale der Telefongesellschaft aus und wurde wegen seines östlichen Akzents und seiner Kleidung, Mantel und Krawatte, insgeheim als Kommunist verdächtigt.
Wilder kam nach Douglas, ohne ein großes Werk im Sinn zu haben, weder theatralisch noch literarisch. Doch langsam nahm eine Idee Gestalt an, die eher für ein Buch als für die Bühne geeignet war – ein Krimi, der in einer Bergbaustadt begann und, wie sein Autor, weiter reiste. Nach 15 Jahren, in denen Wilder ausschließlich für die Bühne geschrieben hatte, arbeitete er wieder an einem Roman. Mindestens einmal im Monat fuhr er nach Tucson, wo er als „T. Niven Wilder“ die Bibliothek der University of Arizona benutzte. Im Winter 1963 informierte er seine Freunde im Osten über die Anfänge seines Manuskripts.
Nach eineinhalb Jahren verließ Wilder am 27. November 1963 Douglas und reiste nach Washington, D.C., um die Freiheitsmedaille von Präsident Lyndon Johnson entgegenzunehmen, und dann nach Cambridge, Massachusetts, für die Pensionierung seines Bruders Amos von der Harvard Divinity School. The Eighth Day wurde nach beträchtlicher Erweiterung und Überarbeitung 1967 veröffentlicht. Es ist mit Abstand Wilders längstes und ehrgeizigstes Buch, wurde ein Bestseller und gewann den National Book Award. Tappan Wilder, der Neffe und literarische Nachlassverwalter des Autors, sagt: „Er ging als Dramatiker nach Douglas, Arizona, und kam als Romanautor nach Hause.“

## Rezeption
Wilders The Eighth Day wurde von der Literaturkritik als eine Kombination aus Krimi und philosophischer Geschichte gewürdigt und als ein „spannendes und zutiefst bewegendes“ (New York Times) Werk von klassischem Format und als großes amerikanisches Epos gefeiert. Nach Jason Robert Brown schreibt der Autor über eine ganz bestimmte Art von Menschlichkeit: „Es ist keine Pollyanna-Menschlichkeit. Es ist sehr klarsichtig, aber großzügig. Dieses Verständnis, dass Menschen absolut schrecklich sein können, aber auch die Fähigkeit zu enormem Guten haben.“
1968 erhielt das Buch den National Book Award for Fiction. Nach Harold Augenbraum, Geschäftsführer der National Book Foundation, geht es in dem Roman „um die großen Fragen, … [eingebettet] in die Geschichte der amerikanischen Kleinstadt“.
Ein Jahr nach der amerikanischen Erstausgabe erschien die deutsche Übersetzung von Herberth E. und Marlys Herlitschka. Sie stand 19 Wochen lang vom 6. Mai bis zum 15. September 1968 auf dem Platz 1 der Spiegel-Bestsellerliste.
Die FAZ lobt „die köstliche Frische“ von Wilders Alterswerk. Es sei „eines jener seltenen Bücher, die auch das geben, was man Lesefreuden nennen kann: weitgespannt, phantasievoll, reich an Erfahrung, an Figuren und Nebenwegen der Handlung“. Vordergründig werde eine Kriminalgeschichte erzählt, dahinter stehe jedoch „die Frage nach dem Sinn von Leben und Tod.“

## Ausgaben
- The Eighth Day. A Novel. Harper & Row, New York 1967.
- Der achte Schöpfungstag. Roman. Aus dem Amerikanischen von Herberth E. und Marlys Herlitschka. S. Fischer, Frankfurt am Main 1968.
- als Taschenbuch: Fischer Taschenbuch, Frankfurt am Main 1974, ISBN 3-436-01856-2.
  - Neuausgabe: Fischer Taschenbuch, Frankfurt am Main 1991, ISBN 3-596-10810-1.